# جواو دي ماتوس
جواو دي ماتوس هو ضابط أنغولي، ولد في 30 مايو 1955، وتوفي في 4 نوفمبر 2017 بسبب سرطان البنكرياس.